# Minictena
Minictena is een geslacht van ribkwallen uit de klasse van de Tentaculata.

## Soort
- Minictena luteola C. Carré & D. Carré, 1993